# Medebach (Orke)

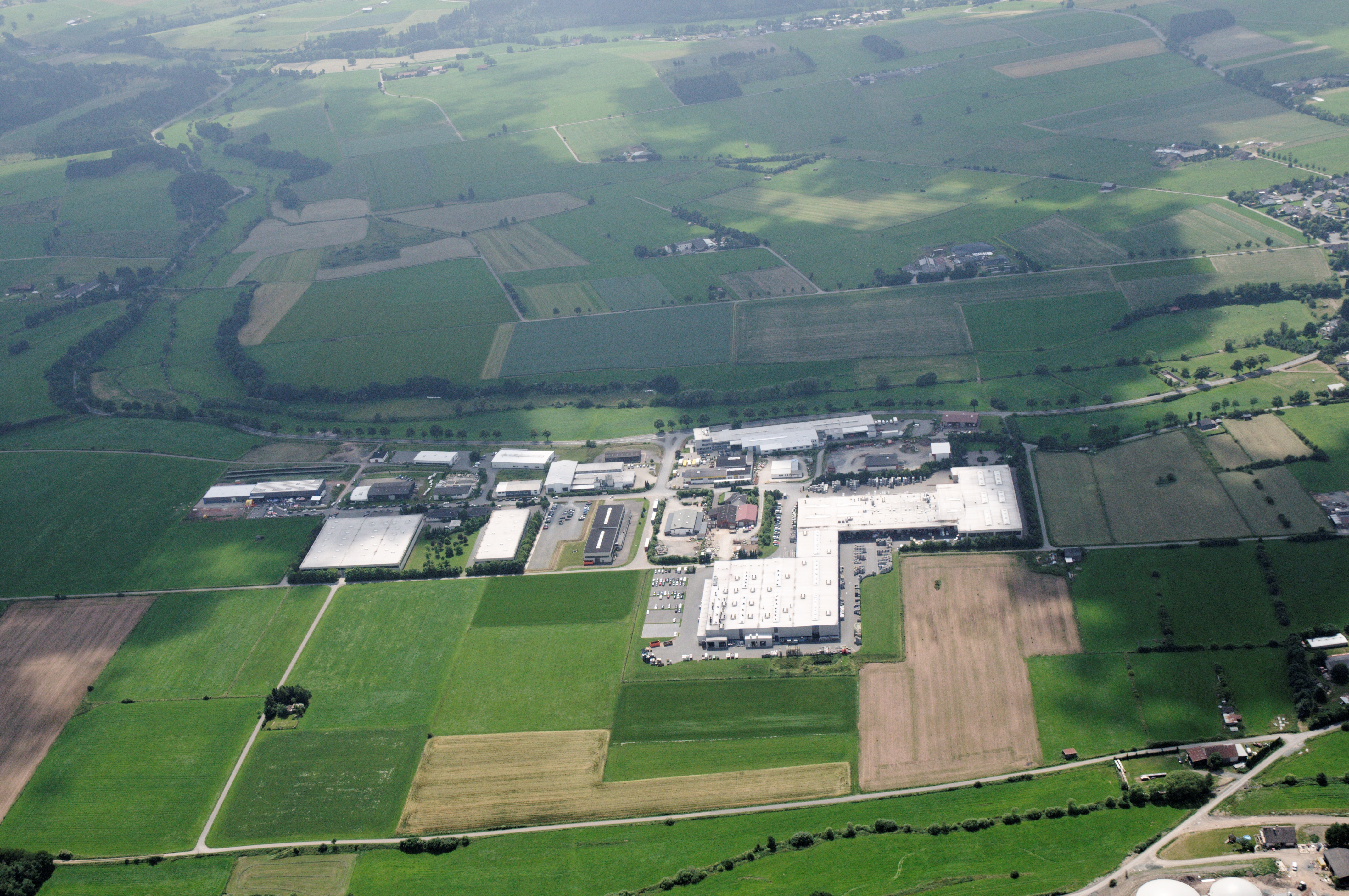
Aus der Luft: Der Medebach (hinten) am Medebacher Gewerbegebiet Holtischer Weg mit der Harbecke (unten rechts)

Der Medebach ist ein 7,9 km langer, nördlicher und orographisch linker Zufluss der Orke im Hochsauerlandkreis, Nordrhein-Westfalen (Deutschland). 

## Name
Der Bach wurde zwischen 1293 und 1300 als medebeke erstmals urkundlich erwähnt. Das Bestimmungswort leitet sich von einem althochdeutschen Personennamen *Mado ab.

## Verlauf und Einzugsgebiet
Der Medebach entspringt im Nordostteil des Rothaargebirges. Seine Quelle liegt auf etwa 490 m ü. NHN auf einer Ackerfläche rund 200 m östlich vom Bauernhof „Rennefeld“, der sich zirka 3,3 km nordwestlich der Kleinstadt Medebach an der Landesstraße L 740 befindet, die Medebach mit seinem nordwestlichen Stadtteil Küstelberg verbindet. Der Ursprung des Fließgewässers stellt den nördlichsten Punkt des Flusslaufs dar. 
Umgeben sind Medebachquelle und Rennefeldhof von zahlreichen waldreichen Bergen: Böhlen (586,9 m) im Nordosten, Bromberg (557,4 m) im Osten, Hesseberg (596,2 m) im Süden, Engelmannskopf (501,2 m) im Südwesten, Kleiner Steinberg (601,3 m) im Westen sowie jeweils im Nordwesten Großer Steinberg (624 m) und Wahlkopf (629,9 m). 
Von seiner Quelle fließt der Medebach − die Gegend des Rennefeldhofs verlassend und ohne diesen Hof zu erreichen − in überwiegend südöstlicher Richtung und zumeist entlang der L 740 verlaufend durch die zu Medebach gehörende Siedlung „Am Krämershagen“ nach und durch den Kernort der in der Medebacher Bucht gelegenen Stadt Medebach. Dabei fließt er parallel zum etwas weiter nordöstlich die Ortschaft Medebach passierenden Brühne-Zufluss Harbecke und passiert das etwa nördlich des Bachs gelegene Gewerbegebiet Holtischer Weg.
Anschließend fließt der Medebach in zunehmend südlicher Richtung vorbei am Bauernhof „Holtischfeld“, um nach Unterqueren der L 858, die von der den Bach begleitenden L 740 abzweigt und zum Medebacher Stadtteil Medelon führt, auf etwa 337 m Höhe in den aus Richtung Westen bzw. Medelon heran fließenden Eder-Zufluss Orke zu münden.
Das Einzugsgebiet des Medebachs, der von wenigen Bächen gespeist wird, ist 8,345 km² groß.

## Natur
Der Lauf der Orke ist mit Ausnahme der Ortslage Medelon als Naturschutzgebiet und FFH-Gebiet geschützt. Im Rahmen eines Life-Projektes der Biologischen Station Hochsauerlandkreis wurden die meisten der Wehranlagen im Hochsauerland für Fische und andere Wasserorganismen durchgängig gemacht. An der Orke wurden bisher Eisvogel, Wasseramsel, Gebirgsstelze und Stockente als Brutvögel nachgewiesen. Als Nahrungsgäste treten Graureiher (Fischreiher) und Schwarzstorch auf.